# Schloss Wenckheim (Szabadkígyós)

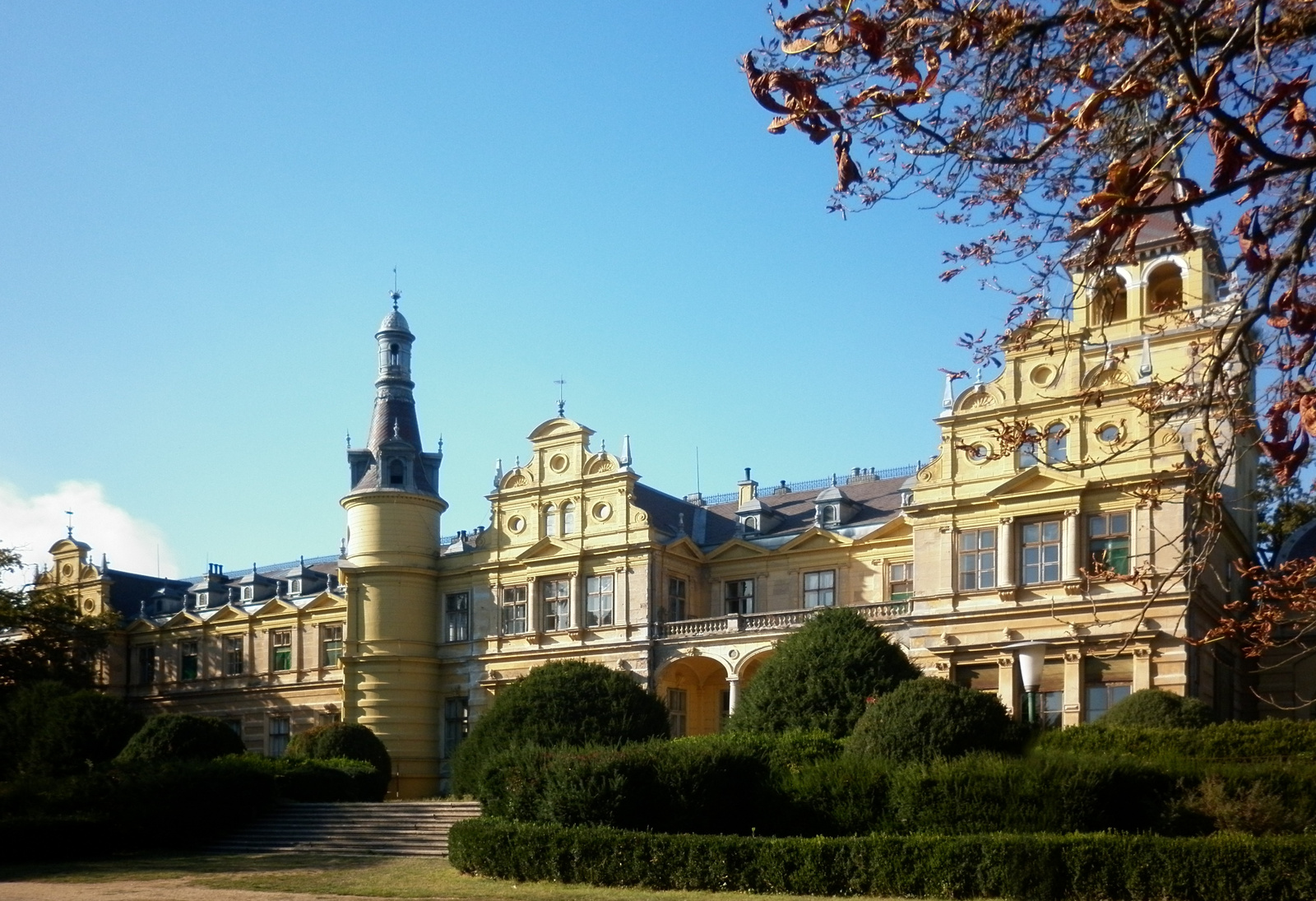
Schloss Wenckheim in Szabadkígyós

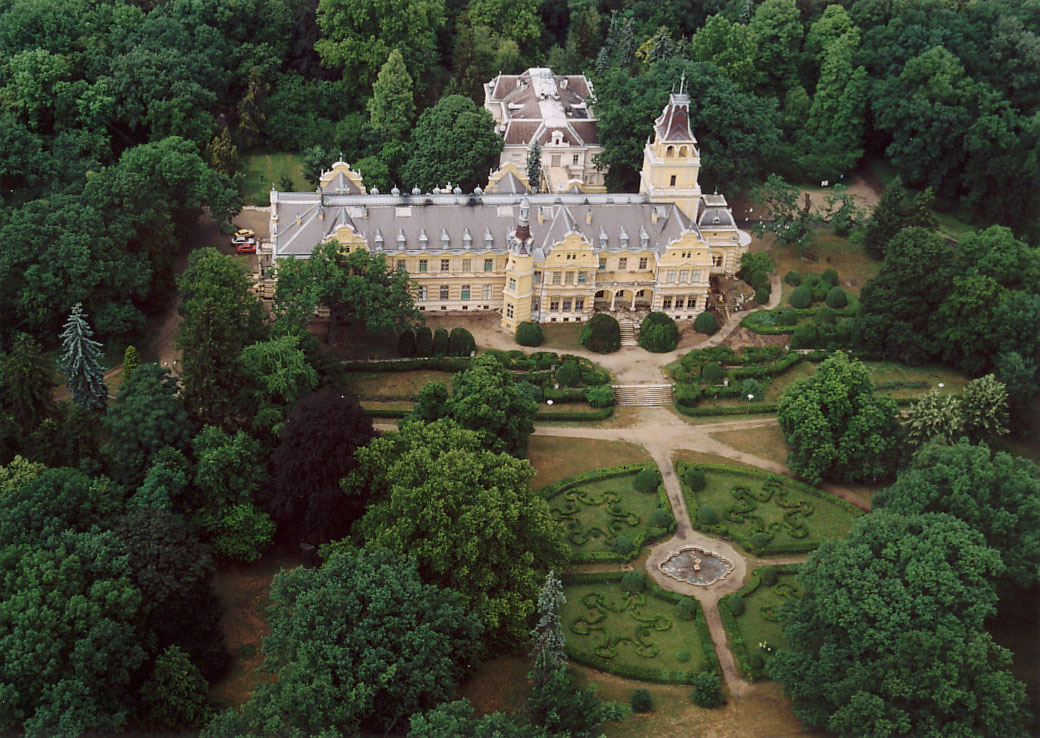
Vogelansicht vom Schloss und umgebenden Park

Schloss Wenckheim (ungarisch Wenckheim-kastély) befindet sich in Szabadkígyós im Komitat Békés im Südosten Ungarns.

## Geschichte
Die Umgebung war seit der Vertreibung der ottomanischen Fremdherrschaft im Besitz des Adelsgeschlechtes Wenckheim. Gräfin Krisztina Wenckheim beauftragte den bedeutenden Architekten Miklós Ybl mit dem Bau des Schlosses. Es wurde in den Jahren 1875 bis 1879 erbaut. Der Architekturstil ist Neo-Renaissance.

## Park
Das Schloss ist von einem großen Naturpark umgeben. Auf Grund des guten Zustandes der Natur wurde die Anlage 1954 ein Teil des Nationalparks Körös-Maros.

## Trivia
Das Schloss diente im Film Fallen – Engelsnacht, eine Verfilmung des Romans Engelsnacht, zusammen mit dem Schossberger Schloss als Filmkulisse für die fiktive Sword & Cross Academy.